# دبليو. بي. ماكسويل
دبليو. بي. ماكسويل (بالإنجليزية: W. B. Maxwell)‏ (4 يونيو 1866 - 1938)؛ ضابط وروائي بريطاني.

## روابط خارجية
- دبليو. بي. ماكسويل على موقع IMDb (الإنجليزية)
- دبليو. بي. ماكسويل على موقع قاعدة بيانات برودواي على الإنترنت (الإنجليزية)
- دبليو. بي. ماكسويل على موقع قاعدة بيانات برودواي على الإنترنت (الإنجليزية)
- دبليو. بي. ماكسويل على موقع قاعدة بيانات برودواي على الإنترنت (الإنجليزية)
- دبليو. بي. ماكسويل على موقع إن إن دي بي (الإنجليزية)
- دبليو. بي. ماكسويل على موقع قاعدة بيانات الفيلم (الإنجليزية)